# American Pie (film)
American Pie è un film commedia del 1999 diretto da Paul Weitz e Chris Weitz e scritto da Adam Herz. È stato il primo film diretto dai fratelli Weitz, nonché primo capitolo della saga.
Il film fu un enorme successo al box office generando tre sequel diretti: American Pie 2 (2001), American Pie - Il matrimonio (2003), e American Pie: Ancora insieme (2012). In aggiunta alla saga principale, American Pie ha generato cinque direct-to-DVD spin-off con l'incipit American Pie Presents nel titolo, i film sono: Band Camp (2005), Nudi alla meta (2006), Beta House (2007), Il manuale del sesso (2009) e Girls' Rules (2020).

## Trama
Jim Levenstein è molto imbranato e non ha avuto alcun tipo di esperienza con le ragazze. Kevin Myers è fidanzato da molto tempo con Vicky con cui non ha ancora avuto rapporti sessuali per volontà di lei. Chris Ostriecher, Oz, è soprannominato GnocBuster (l'acchiappagnocche) per la sua bellezza e il suo fisico atletico, tuttavia è troppo rozzo per la media delle ragazze. Paul Finch è il personaggio più particolare del gruppo: acculturato, calmo e distaccato, non beve birra ma liquori, preferisce il mokaccino al caffè, ha la fobia dei bagni pubblici e per questo va al bagno a casa negli intervalli, Stifler lo soprannominerà per questo "Pausa Merda". 
Quando Nadia, studentessa di scambio proveniente dalla Cecoslovacchia chiede aiuto a Jim per i compiti, questi tenta di condividere con gli amici le immagini di Nadia che si cambia nella sua stanza utilizzando una webcam nascosta, ma volendo a tutti i costi avere un rapporto con lei riesce ad avere due orgasmi di fila sfiorandola appena. Purtroppo per lui, a causa di una distrazione queste immagini vengono viste da tutta la scuola e anche dagli sponsor di Nadia, che la fanno ritornare in Cecoslovacchia. Jim perderà credibilità nei confronti di tutte le ragazze tranne Michelle, una strampalata ragazza suonatrice di flauto al campo della banda. Nel frattempo Kevin, dopo essersi consultato con il fratello maggiore, comprende che dovrà far venire voglia di copulare a Vicky facendole avere un orgasmo. Per far ciò il fratello gli rivela l'esistenza di una specie di Bibbia per amanti, nascosta in un'intercapedine della biblioteca. 
Chris, che gioca a lacrosse ed è in squadra con Stifler, entra nel coro gospel della scuola per avere un rapporto sessuale entro la fine dell'anno scolastico. Qui conosce Heather, dolce, casta e sensibile ragazza, che lo riesce a cambiare: il rude GnocBuster Oz diventa il sensibilissimo Chris. La strategia di Paul Finch è quella di costuirsi un'immagine estremamente virile, ma perderà ogni credibilità quando Stifler gli verserà un lassativo nel mokaccino: con la fretta di andare al bagno, Finch entra in quello delle ragazze. Dopo aver spaventato un gruppo di ragazze a causa della rumorosa scarica di diarrea seguente, viene deriso da tutti quando uscirà dal bagno. 
Come previsto, dopo il ballo, tutti i ragazzi raggiungono i cottage di Stifler. Jim che ha invitato Michelle al ballo della scuola, perderà la verginità con quest'ultima, che si dimostra molto più esperta di quanto non appaia. Anche Kevin e Vicky avranno il loro primo rapporto sessuale alla festa di fine anno di Stifler, ma lei lo lascerà il giorno dopo per non avere una storia a distanza, in quanto andranno a frequentare università lontane tra loro. Paul Finch riuscirà ad avere un rapporto sessuale con la mamma di Stifler, una donna piacente capace di scatenare gli ormoni dei ragazzi del liceo, in una scena che cita abbastanza esplicitamente il film Il laureato di Mike Nichols. Mentre Chris al contrario degli altri non perderà la verginità alla festa, ma tra Chris e Heather nascerà una storia d'amore.
Alla fine i ragazzi si riuniranno nella tavola calda dove avevano stretto il patto fantasticando sulla sera prima. In una scena durante i titoli di coda si vede Jim che fa uno strip in webcam per Nadia mentre suo padre prova ad entrare in camera, quest'ultimo si blocca e poi, facendosi prendere dal ritmo della musica chiama sua moglie chiedendole di unirsi a lui.

## Personaggi
- Jim Levenstein - Jim è il protagonista della storia ed è il classico ragazzone americano nel pieno dello sviluppo ormonale, un po' imbranato con le ragazze, ma molto leale con gli amici. È soprannominato Jimbo.
- Kevin Myers - Uno dei pochi componenti del gruppo che sembra essere intelligente, aspira infatti a diventare avvocato. È fidanzato con Vicky, ma dopo aver passato la notte con lei alla festa di fine anno, verrà lasciato a causa di un'impossibile relazione a distanza.
- Chris Ostreicher - Chris è il bello della compagnia, atletico e sportivo, ma che non riesce a sedurre nessuna ragazza dato l'animo rozzo e maschilista. L'amore per Heather, corista gospel della scuola, lo forgerà profondamente.
- Paul Finch - Paul è il più raffinato del gruppo, si ritiene più maturo dei suoi amici. Ha la fobia dei bagni pubblici, che lo costringe ad andare sempre al bagno di casa sua durante la pausa e per questo Stifler lo ha soprannominato Pausa Merda. In seguito copulerà su un tavolo da biliardo con l'avvenente madre di Stifler, diventando una leggenda nella cittadina.
- Steve Stifler - Si auto-definisce Stifmeister (a detta sua, Maestro del Sesso, in tedesco). Ne è infatti ossessionato, si lascia spesso andare a volgari commenti ed è sempre scontroso e arrogante, ma tiene molto ai suoi amici.
- Victoria Lathum - Vicky è paranoica e pretenziosa, vuole una prima volta perfetta per poi mollare il malcapitato Kevin dopo la festa a casa di Stifler perché non vede una possibile relazione a distanza stabile con il ragazzo.
- Jessica - migliore amica e confidente di Vicky, ovvero "Finch" al femminile.
- Nadia - Stupenda ragazza cecoslovacca, interessata a Jim, il quale impazzisce per lei, ma per svariati motivi non riesce mai a concluderci nulla.
- Michelle Flaherty - Michelle suona il flauto al campo della banda, sembra infantile e sciocca, al contrario della sua reale personalità. Va a letto con Jim alla festa di Stifler ma lo molla subito.
- Heather - Heather è una ragazza che canta nel coro, si ritiene pura e casta, a differenza delle sue amiche. In effetti lo è, si metterà insieme a Chris dopo che questi avrà fatto emergere pienamente il suo animo sensibile.
- Noah Levenstein - Il signor Levenstein è il padre di Jim, il quale nonostante l'età sorprende il figlio con consigli insoliti, ma molto preziosi nonché estremamente comici.
- Janine Stifler - È la madre di Stifler, a detta di tutti estremamente attraente. Gli scolari - in particolare John e Justin - vedendone una foto appesa alle pareti la etichettano immediatamente come M.I.M.F., ovvero mamma che io mi farei (una traduzione dell'americano MILF, ovvero mother I'd like to fuck). Janine è caratterizzata dal fatto che ha portato Paul Finch a letto una volta in ogni episodio della serie.
- Chuck Sherman - Chuck un ragazzo fissato con Terminator, tant'è che si soprannomina Sherminator convinto di far colpo sulle ragazze, ma in realtà non ci riesce mai, e come Finch anche lui viene ripetutamente preso in giro da Stifler.

### Cameo
- I Blink-182 appaiono per alcuni secondi durante le scene in cui Jim mostra in rete le immagini dalla sua webcam. Si tratta della loro prima apparizione senza il batterista Scott Raynor appena sostituito da Travis Barker (tra l'altro erroneamente identificato con Scott stesso nei titoli di coda). Sono inoltre presenti anche nella colonna sonora con il brano Mutt.

## Produzione

### Riprese
Le riprese del film iniziarono il 20 luglio 1998 e si conclusero nel settembre dello stesso anno. Le scene furono girate nel sud della California, più precisamente a Long Beach.

## Riconoscimenti
Blockbuster Entertainment Award, Golden Slate e Young Hollywood Award nel 2000

## Colonna sonora
I Blink-182 oltre ad avere inserito dei brani nella colonna sonora, recitano un piccolo cameo all'interno del film nella famosa scena della web-cam.
1. Matt Nathanson – Laid – 2:36
2. Third Eye Blind – New Girl – 2:14
3. Sum 41 – In Too Deep – 3:11
4. Tonic – You Wanted More – 3:52
5. Blink-182 – Mutt – 3:23
6. Sugar Ray – Glory – 3:29
7. Super TransAtlantic – Super Down – 4:07
8. Dishwalla – Find Your Way Back Home – 4:04
9. Bic Runga – Good Morning Baby – 3:34
10. Shades Apart – Stranger by the Day – 4:02
11. Bachelor Number One – Summertime – 3:46
12. Goldfinger – Vintage Queen – 3:04
13. Bic Runga – Sway – 4:22
14. Loose Nuts – Wishen – 3:04
15. The Atomic Fireballs – Man with the Hex – 3:01
16. Nine Days – Story of a Girl – 3:11
17. Sum 41 – Fat Lip – 2:58
18. Jimmy Eat World – The Middle – 2:46
19. Harvey Danger – Flagpole Sitta – 3:37
20. Barenaked Ladies – One Week – 2:52
21. Blink-182 – Everytime I Look for You – 3:05
22. The Ventures – Walk, Don't Run – 2:00

## Slogan promozionali
- «There's something about your first piece.»
«Il primo assaggio non si scorda mai.»
- «Save the best piece for last.»
«Tieni il pezzo migliore per ultimo.»
- «You don't score until you score.»
«Non l'hai messo dentro finché non l'hai messo dentro.»